# テレビから生まれた歌・30年!
『テレビから生まれた歌・30年!』（テレビからうまれたうた・さんじゅうねん）は、1983年8月28日に日本テレビ系列局の『日曜スペシャル』枠で放送された音楽番組である。日本テレビ開局30年記念番組の一つとして放送された。放送時間は日曜 14:00 - 15:25 （日本標準時）。ステレオ放送。

## 概要
1953年にテレビ放送が開始され、同年8月に日本テレビがテレビ事業に参入してからの30年間に放送された番組とそれらを象徴する主題歌・挿入歌およそ80を、懐かしい映像とともにまとめて紹介。日本テレビ系の番組主題歌のみならず、NHKの番組主題歌や民放各局の番組主題歌も取り上げていた。

## 出演者

### 司会
両者ともに当時は日本テレビのアナウンサーで、当時同局がキャッチフレーズにしていた「おもしろまじめに4チャンネル」の宣伝をしていた。
- 徳光和夫
- 小林完吾

### アシスタント司会
1983年入社の日本テレビの新人アナウンサー。
- 木村優子
- 深堀恵美子

### ゲスト
- 青い三角定規
- 木の実ナナ
- 草笛光子
- 研ナオコ
- ゴダイゴ
- 堺正章
- 坂本九
- 鈴木ヤスシ
- スリーファンキーズ（長沢純、高橋元太郎、手塚しげお）
- ダークダックス
- タモリ
- デュークエイセス
- 西田敏行
- 宮原巻由子
- 森田健作
- ザ・ワイルドワンズ

## 紹介番組
この特番で紹介された番組のうち、日本テレビ系の番組のみを記載する。
- ほろにがショー 何でもやりまショー
- 光子の窓 - 1960年10月30日に放送された「イグアノドンの卵」のオープニングを放送。また、草笛によるオープニング再現が行われた。
- 味の素ホイホイ・ミュージック・スクール - 鈴木と木の実が主題歌を歌唱。
- あなた出番です! - ワイルドワンズが歌唱。
- スター誕生!
- 全日本歌謡選手権 - スリーファンキーズの長沢純（初代司会）が登場、山本譲二が出演した回（2代目司会・浜村淳時代）を放送。五木ひろし・八代亜紀・中条きよしの出演回はスチール写真。
- NTV紅白歌のベストテン
- ザ・トップテン
- ハッチャキ!!マチャアキ - スチール写真で紹介。
- マチャアキのシャカリキ大放送!! - 家庭用ビデオデッキで録画されたモノクロ映像が流された。
- カックラキン大放送!!
- 西遊記
- シャボン玉ホリデー
- レ・ガールズ
- 日曜日だョ!ドリフターズ!!
- 今夜は最高! - エンディングを再現。
- 九ちゃん! - 徳光と小林が「九ちゃーん！」と叫ぶと坂本が「あっ、結構だね！」と言いながら登場するという、かつてのオープニング再現が行われた。
- イチ・ニのキュー! - オープニングを放送。
- プラチナゴールデンショー - ザ・バーズによる主題歌「マイ・プラチナ」を歌唱。
- 若さで行こう - スリーファンキーズが出演。
- 巨泉・前武ゲバゲバ90分!
- 飛び出せ!青春
- おれは男だ!
- 池中玄太80キロ - 西田が主題歌「もしもピアノが弾けたなら」を歌唱。
- ズームイン!!朝! - オープニングを放送。徳光が本家同様の冒頭口上を発言。
- ほか